# Lokomotivfabrik Floridsdorf
La Lokomotivfabrik Floridsdorf est une entreprise autrichienne de construction de locomotives.
Après l'usine de locomotives de la Compagnie nationale des chemins de fer (StEG, Vienne) et celle de Georg Sigl (Vienne et Wiener Neustadt), la Floridsdorfer Lokomotivfabrik était la troisième usine de ce type de l'empire d'Autriche.

## Histoire

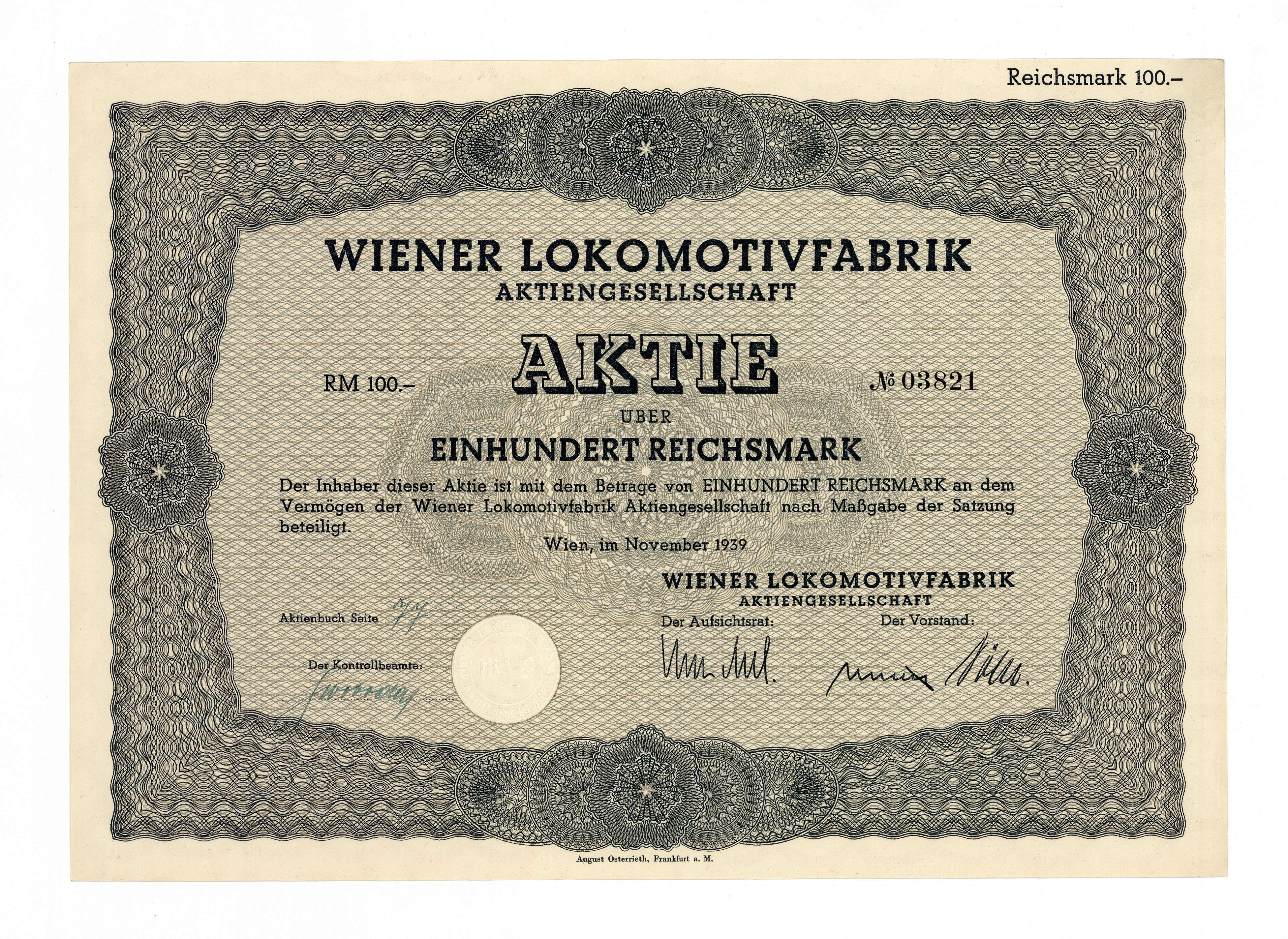
Action de la Wiener Lokomotivfabrik AG en date du novembre 1939

La Wiener Lokomotiv-Fabriks-Actien-Gesellschaft reçoit sa licence et les statuts le 6 septembre 1869, tient l'assemblée constitutive le 1er août 1870 et est inscrite au registre du tribunal de commerce de Korneubourg le 2 octobre 1871. 
Sur la zone exposée entre le Nordbahn et l' Nordwestbahn, l'usine planifiée par Bernhard Demmer, auparavant directeur technique de la StEG, est construite en 1870-1871. 
En plus des bâtiments nécessaires à la production et à l'administration, sept immeubles destinés aux ouvriers disposant de 117 appartements sont construits.
Pendant les travaux de construction, la direction essaie d'obtenir des commandes. Ainsi la première locomotive, la "HUMBOLDT", est remise au client, l'ÖNWB, le 10 juin 1871.
En 1881, la première locomotive à crémaillère est conçue et fabriquée ; le client est une usine sidérurgique hongroise pour son chemin de fer. Cette locomotive est conçue comme une locomotive à voie étroite (écartement de 790 millimètres). 
En tant que seul titulaire de licence pour le système de chemin de fer à crémaillère en Autriche, la société fournit presque toutes les locomotives à crémaillère nécessaires en Autriche-Hongrie, y compris les locomotives de l'Erzbergbahn et des chemins de fer bosniaques-herzégoviniens (écartement de 760 mm).
Après que l'armée "Eisenbahnbureau des Generalstabs" donne son approbation pour l'électrification des lignes de chemins de fer à partir de 1911, des locomotives électriques sont également construites.
La situation des commandes varie en fonction du contexte économique générale, fluctuant. Après la crise bancaire de mai 1873, seules sept locomotives sont vendues. Le nombre d'emplois évolue en conséquence. 
Dans les mauvaises années, moins de 1 000 travailleurs sont employés, dans les bonnes années, il y avait environ 1 500 personnes. Pendant la Seconde Guerre mondiale, le nombre d'ouvriers passe à 8 000.
Comme de nombreux clients sont perdus après la fin de la Première Guerre mondiale, la politique commerciale doit changer. La révision principale des locomotives à vapeur est effectuée pour les chemins de fer fédéraux autrichiens. On fabrique des rouleaux compresseurs à partir de 1922 et des systèmes de chaudières fixes à partir de 1926. En outre, s'ajoute la construction d'installations industrielles.
En 1924-1925, pour les chemins de fer polonais, les anciennes locomotives destinées au trafic marchandise et produites par la Russie sont converties à l'écartement standard.
Parmi les usines de locomotives en Autriche existant pendant l'entre-deux-guerres (StEG à Vienne, Krauss & Co à Linz, Lokomotivfabrik Wiener Neustadt), seule l'usine de locomotives de Floridsdorf reste en activité en 1939.
Pendant la Seconde Guerre mondiale, l'usine subit de violents bombardements, mais peut continuer à produire. 
Elle produit principalement des BR 52, plus des 1 172 locomotives pour la Deutsche Reichsbahn et 20 machines pour les Chemins de fer roumains. Au printemps 1944, la production passe à la DR-Baureihe 42 et le 13 juin 1944, 42 exemplaires de la série 2301 sont remis à la DR. Le 9 mars 1945, 42 exemplaires sur une série en comportant 2580 sont livrés.
À la mi-avril 1945, après la fin des combats à Vienne, une grande partie de l'usine est démantelée et transportée en Union soviétique. En plus des machines, des matières premières sont également retirées. Néanmoins, fin octobre, la locomotive DR 42 2701, la première locomotive à vapeur construite après la guerre, se trouve devant le hall de l'usine. En plus de la construction de nouvelles locomotives, la révision principale des locomotives de l'ÖStB est la principale activité de l'usine en raison de la destruction de l'atelier principal voisin à Floridsdorf.
En 1946, les forces d'occupation soviétiques placent la fabrique de locomotives Floridsdorf sous l'administration de l'USIA. 
Dans le même temps, l'entreprise deviendra propriété de la République d'Autriche par la loi de nationalisation du 26 juillet 1946. Cependant, cette loi ne peut être appliquée dans les territoires occupés par les Soviétiques qu'après la conclusion des négociations sur le traité d'État autrichien en 1955.
Pendant cette période, en tant qu'entreprise de l'USIA, seules quelques locomotives sont produites, mais en plus des chaudières de chauffage central, des treuils à câble et des châssis pour grues ferroviaires. 
Ce n'est qu'à partir de 1953 que recommence la construction de locomotives. Seules 99 chaudières de remplacement sont livrées pour l'Inde, suivies de 140 locomotives en 1958.
Avec la remise de l'usine de locomotives de Floridsdorf à l'administration autrichienne le 13 août 1955, entre en vigueur en même temps la nationalisation de 1946.
La production principale dans la période suivant 1955 consiste en locomotives diesel pour l'Allemagne et l'étranger, y compris la Tchécoslovaquie. 
Cependant, le nombre d'unités diminue, ce qui semble être une faible productivité, mais en réalité, des bogies sont fabriqués sur commande pour Henschel et Simmering-Graz-Pauker. Ainsi 158 bogies sont destinés aux autorails de la ligne à grande vitesse électrique Le Caire-Helwan.
Le 14 février 1958, on décide de fusionner les firmes "Floridsdorfer Lokomotivfabrik" avec "Simmering-Graz-Pauker AG", ce qui signifie la fin en tant qu'entreprise indépendante.
Après une autre commande importante de 50 locomotives diesel pour les chemins de fer bulgares, les carnets de commandes sont vides. La production de wagons-citernes est une solution d'urgence.
Le 19 septembre 1969, une 1042.540, une locomotive électrique, est la dernière des 6 043 locomotives de Floridsdorf à être remise à l'ÖBB.
Dans les années 1980, peu avant que toutes les usines ne soient rasées, on parle encore d'installer un musée autrichien des transports sur le site de l'usine de locomotives dans les halles, dont certaines sont encore en bon état. 
Aujourd'hui, il ne reste plus rien de l'usine, un centre commercial est bâti. Une dernière relique est un obélisque qui commémore les victimes du nazisme parmi les employés de l'entreprise.